# Alexandria Bay
Alexandria Bay és una vil·la del Comtat de Jefferson (Nova York) als Estats Units d'Amèrica.

## Demografia
Segons el cens dels Estats Units del 2000 tenia 1.088 habitants, 482 habitatges, i 270 famílies. La densitat de població era de 567,7 habitants/km².
Dels 482 habitatges en un 24,7% hi vivien nens de menys de 18 anys, en un 38,4% hi vivien parelles casades, en un 14,9% dones solteres, i en un 43,8% no eren unitats familiars. En el 38,6% dels habitatges hi vivien persones soles el 15,8% de les quals corresponia a persones de 65 anys o més que vivien soles. El nombre mitjà de persones vivint en cada habitatge era de 2,12 i el nombre mitjà de persones que vivien en cada família era de 2,81.
Per edats la població es repartia de la següent manera: un 20,3% tenia menys de 18 anys, un 5,3% entre 18 i 24, un 27,7% entre 25 i 44, un 23,4% de 45 a 60 i un 23,3% 65 anys o més.
L'edat mediana era de 43 anys. Per cada 100 dones de 18 o més anys hi havia 79,9 homes.
La renda mediana per habitatge era de 29.338 $ i la renda mediana per família de 36.979 $. Els homes tenien una renda mediana de 31.250 $ mentre que les dones 21.429 $. La renda per capita de la població era de 16.875 $. Entorn de l'11% de les famílies i el 13,5% de la població estaven per davall del llindar de pobresa.

## Poblacions properes
El següent diagrama mostra les poblacions més properes.